# Andros (Cyklady)
Andros (gr. Ανδρός) – wyspa w Grecji, na Morzu Egejskim, jedna z największych wysp archipelagu Cyklady, pow. 374 km², ok. 9 tys. mieszkańców. Od Eubei oddzielona jest Cieśniną Kafirejską.
Leży w administracji zdecentralizowanej Wyspy Egejskie, w regionie Wyspy Egejskie Południowe, w jednostce regionalnej Andros, w gminie Andros.
Na zachodzie Andros leży pasmo górskie (do 1000 m wysokości), na którego wschodnich zboczach uprawia się figowców, winogrona, oliwki i drzewa owocowe (cytrusy), oprócz tego na wyspie rozwinięta jest hodowla owiec i kóz. Ludność wyspy zajmuje się rybołówstwem.
Główną miejscowością jest Andros, malowniczo położona na wąskim paśmie lądu na wschodzie wyspy. Z leżącego na zachodnim wybrzeżu portu Gavrion odbywa się regularna żegluga promowa z greckim lądem (Rafina) i innymi wyspami Cyklad. 
Wyspa Andros, obok pobliskich wysp (Amorgos, Jaros i Serifos), była w okresie Cesarstwa częstym miejscem zesłań. Za czasów Kaliguli na wyspę został zesłany rzymski namiestnik Flakkus, gdzie po zmianie wyroku został zabity, a szczątki pogrzebane. Później zesłano tutaj uczestników spisku Pizona. W późnym średniowieczu wyspa była osobnym bytem politycznym rządzonym przez Wenecjan.